# Моїсеєвська (Нижньо-Вазьке сільське поселення)
Моїсе́євська (рос. Моисеевская) — присілок у складі Верховазького району Вологодської області, Росія. Входить до складу Нижньо-Вазького сільського поселення.

## Населення
Населення — 6 осіб (2010; 15 у 2002).
Національний склад (станом на 2002 рік):
- росіяни — 73 %
- цигани — 27 %